# Centimo

10 Centimos, 1878, Alfons XII.

Der Céntimo (spanisch) oder Cêntimo (portugiesisch), abgekürzt c, Plural Céntimos (cts), ist die Hundertstel-Untereinheit von verschiedenen Währungen im spanisch- und portugiesischsprachigen Raum.
Folgende Währungen in spanischsprachigen Ländern sind in 100 Céntimos unterteilt:
- Der Costa-Rica-Colón
- Der paraguayische Guaraní
- Der Peruanische Sol und zuvor schon der Inti, nicht aber der alte Sol vor 1985
- Der venezolanische Bolívar Fuerte und zuvor auch der alte Bolívar

Die spanische Peseta war bis zur Einführung des Euro-Bargeldes im Jahr 2002 ebenfalls in 100 Céntimos unterteilt. Umgangssprachlich bezeichnen die Spanier heute den Eurocent als „Céntimo“.
Während der portugiesische Escudo in Centavos unterteilt war, existiert oder existierte die Bezeichnung „Cêntimo“ als Bezeichnung der Untereinheit von Währungen einiger ehemaliger portugiesischer Kolonien:
- Der são-toméische Dobra.
- Der angolanische Kwanza (seit der Währungsreform von 1999).
- Der mosambikanische Metica, eine geplante Währung, für die 1975 Münzen geprägt wurden, die aber nie eingeführt wurde.